# Завиет-Кунта
Завиет-Кунта (араб. زاوية كنتة‎) — город и коммуна на юге Алжира, в вилайете Адрар. Является административным центром одноимённого округа.

## Географическое положение

Коммуна Завиет-Кунта

Город находится в центральной части вилайета, на территории одного из оазисов центральной Сахары, на расстоянии приблизительно 1090 километров к юго-юго-западу (SSW) от столицы страны Алжира. Абсолютная высота — 252 метра над уровнем моря.

Коммуна Завиет-Кунта граничит с коммунами Тамест, Ин-Згмир, Тимоктен и Умм-эль-Асель (вилайет Тиндуф). Её площадь составляет 9140 км².

## Население
По данным официальной переписи 2008 года численность населения коммуны составляла 17 116 человек. Доля мужского населения составляла 49,99 %, женского — соответственно 50,01 %. Уровень грамотности населения составлял 73,3 %. Уровень грамотности среди мужчин составлял 87,5 %, среди женщин — 59,4 %. 6,5 % жителей Завиет-Кунты имели высшее образование, 14,8 % — среднее образование.